# カオニャオ・マムアン

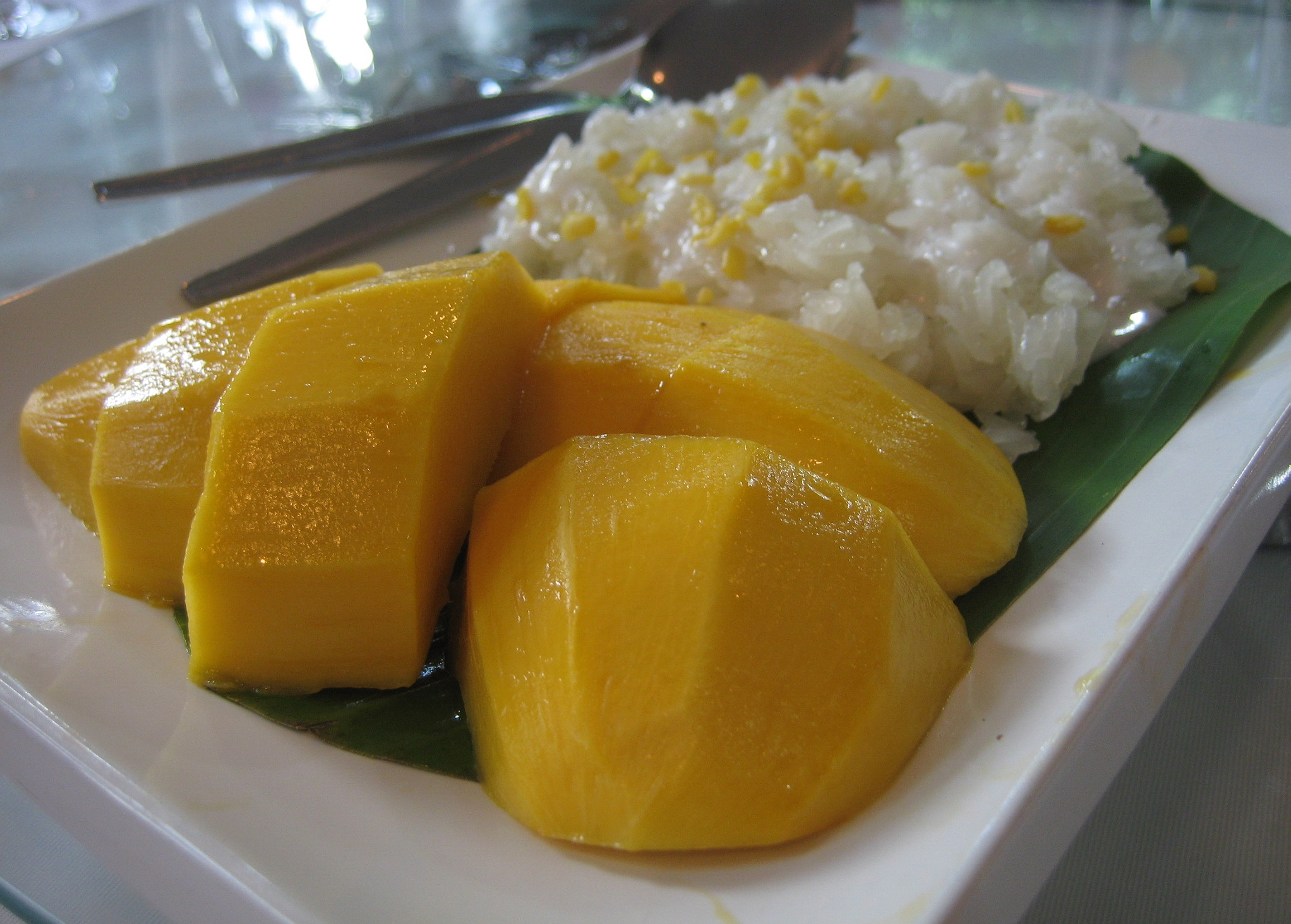
カオニャオ・マムアン

カオニャオ・マムアン (ข้าวเหนียวมะม่วง,英：Mango sticky rice) は、タイのデザートであり、カオニャオがもち米、マムアンがマンゴーを意味する。
蒸した餅米に甘くしたココナッツミルクを和えて吸わせた餅米(カオニャオムン)にマンゴーを添えて食べる。
タイではマンゴーの旬である4月から5月に食べられることが多い。アユタヤ後期１８世紀
にはおやつとして食べられる。
　　　　　　　　　　

## 作り方
カオニャオ・マムアンは、水に浸した餅米を蒸し、同時にココナツミルクに砂糖を加えて温める。米が蒸しあがれば熱いうちにココナツミルクを加えて吸わせる。

出来上がったら、皮をむいてスライスしたマンゴーを添え、残りのココナッツミルクをかける。

様々なバリエーションがあり、黒いもち米を使う場合もある。
また、炒った（あるいは揚げた）緑豆が添えられる場合もある。

## 受容
タイではマンゴーの旬である4月から5月に主に食される。よく栽培されている甘い品種のNam Dok Maiやok longはココナッツミルクで甘く炊かれたもち米と合わせて、温かい状態で供される。